# کارل رابرسون
کارل رابرسون (انگلیسی: Karl Roberson؛ زادهٔ ۴ اکتبر ۱۹۹۰) ورزشکار هنرهای رزمی ترکیبی اهل ایالات متحده آمریکا است. وی از سال ۲۰۱۵ میلادی تاکنون مشغول فعالیت بوده‌است.